# Dorfkirche Kleinbeeren

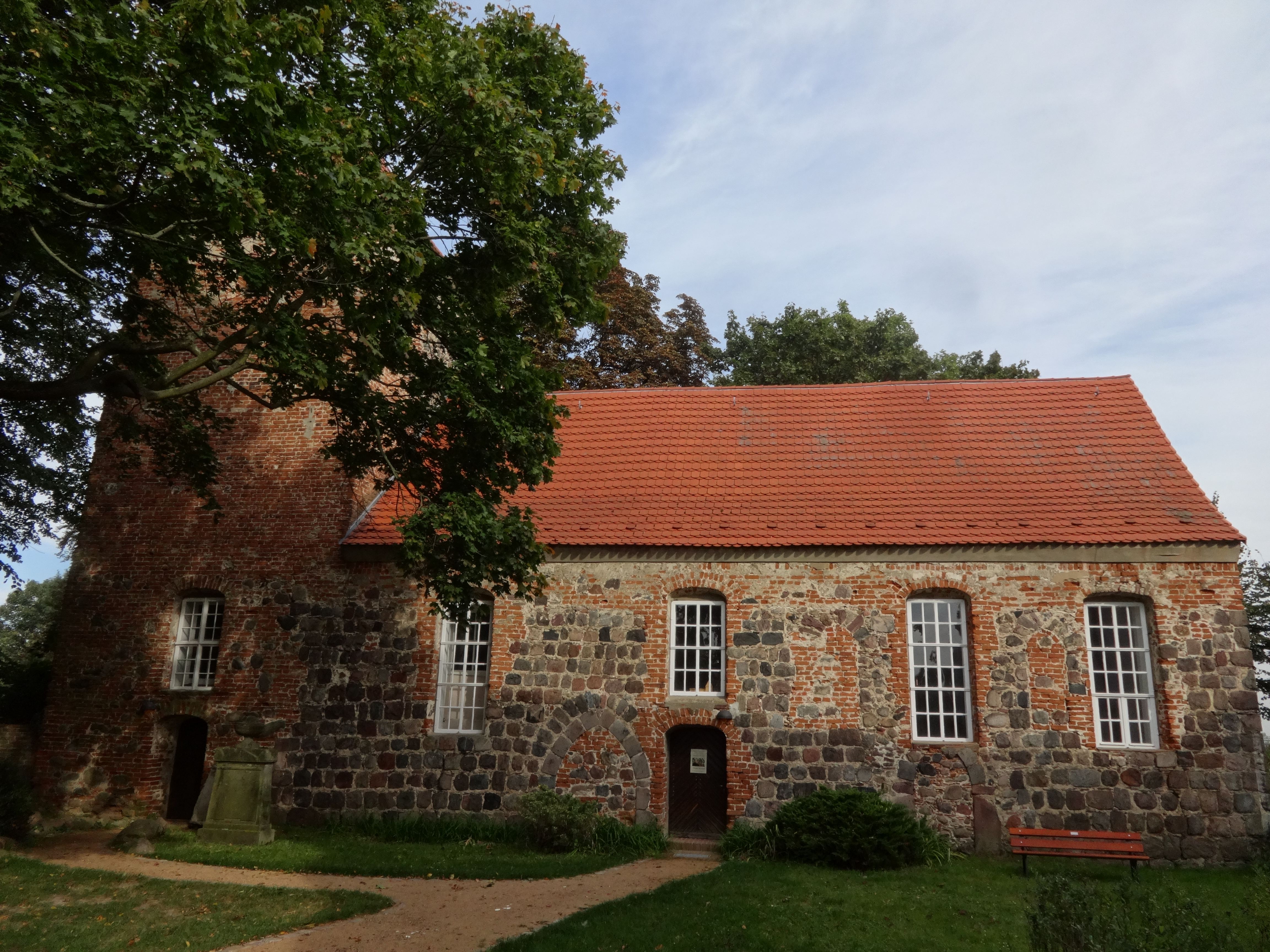
Dorfkirche

Die evangelische Dorfkirche Kleinbeeren ist eine Saalkirche aus der zweiten Hälfte des 13. Jahrhunderts in Kleinbeeren, einem Ortsteil der Gemeinde Großbeeren im Landkreis Teltow-Fläming im Land Brandenburg. 
Die Kirchengemeinde Kleinbeeren wurde 2023 in die Evangelische Kirchengemeinde Großbeeren im Kirchenkreis Teltow-Zehlendorf der Evangelischen Kirche Berlin-Brandenburg-schlesische Oberlausitz eingegliedert.

## Lage
Die Dorfstraße führt von Westen kommend in den historischen Ortskern. Dort steht das Bauwerk im westlichen Bereich nördlich der Straße auf einem Grundstück, das teilweise durch eine Mauer aus rötlichen Ziegeln eingefriedet ist.

## Geschichte
Die Baugeschichte des Sakralbaus weist einige Besonderheiten auf, die bislang nicht vollständig geklärt werden konnten. So legt das Dehio-Handbuch den Baubeginn in die zweite Hälfte des 13. Jahrhunderts, während Engeser und Stehr bei ihren Untersuchungen zu dem Schluss kommen, dass mit den Arbeiten Ende des 13. Jahrhunderts, aber auch erst Anfang des 14. Jahrhunderts begonnen worden sein könnte. Vermutlich errichteten Handwerker zunächst ein Bauwerk mit einem rechteckigen Grundriss, einem Südportal sowie einer Priesterpforte. An der Nord- und Südseite waren vermutlich drei Fenster verbaut, an der Ostseite ein Lanzett-Drillingsfenster. Diese dürften gleich hoch gewesen sein, so dass Experten davon ausgehen, dass im Innenraum eine flache Decke verbaut wurde. Ein Kirchturm dürfte zu dieser Zeit noch nicht vorhanden gewesen sein; dieser könnte vermutlich erstmals um 1500 aus Mauersteinen entstanden sein. Um 1700 ließ die Kirchengemeinde umfangreiche Um- und Ausbauarbeiten vornehmen. Zu dieser Zeit wurde der Kirchturm neu errichtet, vielleicht unter Verwendung der vorhandenen Ziegel. Die Mauern des Kirchenschiffs wurden erhöht und die zuvor schmalen Fenster barock überformt. Das Priester- sowie das Südportal werden zugesetzt, ebenso die Dreifenstergruppe an der Ostwand. An der Südseite entstand ein neues Mittelportal. Zu einem noch unbestimmten Zeitpunkt errichteten Handwerker an der Nordseite des Turms einen Anbau, der jedoch später wieder zurückgebaut wurde. 1975 erneuerte die Kirchengemeinde die Dächer, die Gesimse sowie das Turmkreuz. 1987 folgte eine Sanierung des Innenraums sowie des Dachstuhls, gefolgt von der Fünte, die 1996 renoviert wurde.

## Baubeschreibung

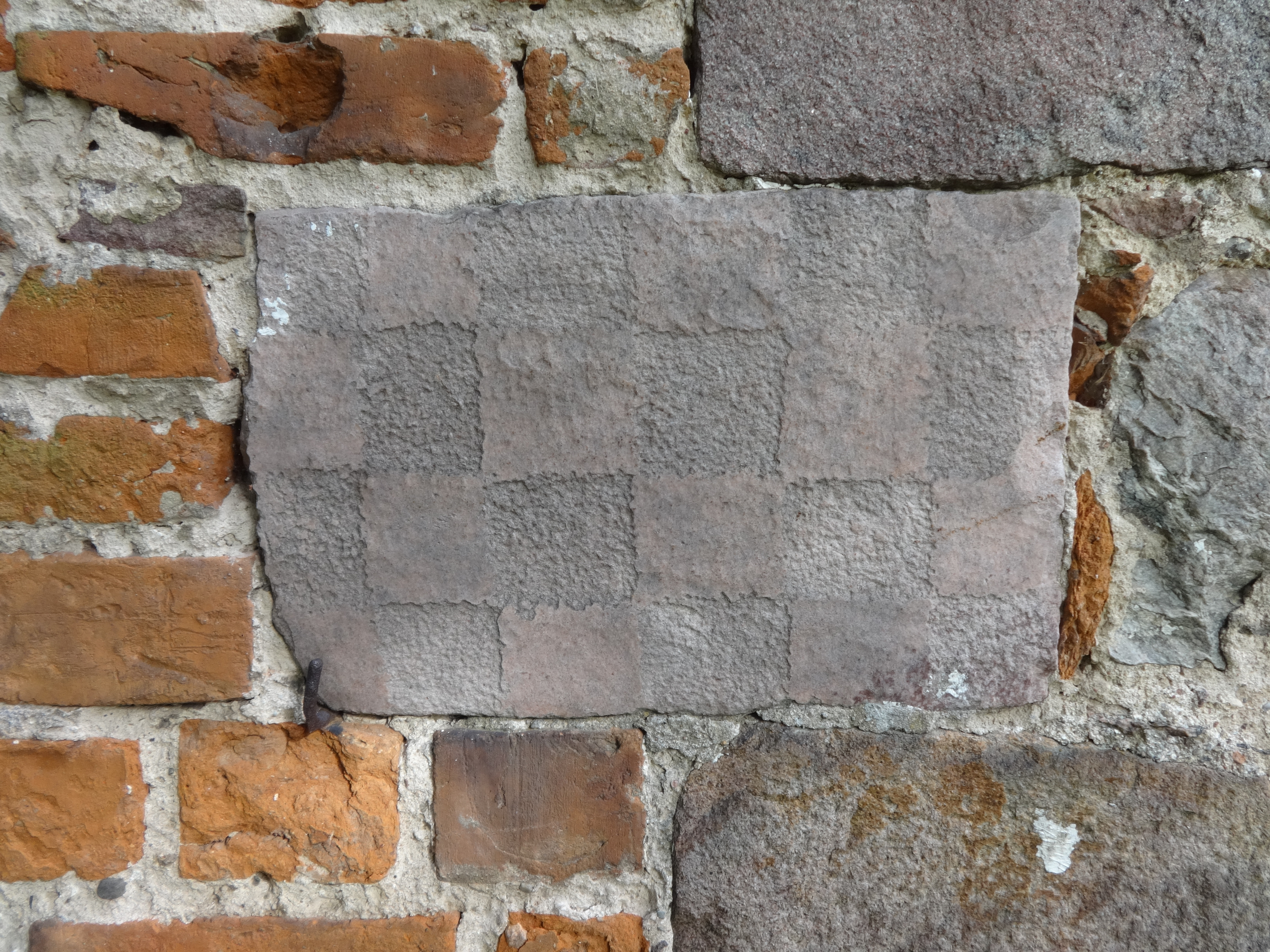
Schachbrettstein am Übergang vom südlichen Kirchenschiff zum Turm

Das Bauwerk wurde im Kern aus Feldstein errichtet, die ursprünglich behauen und lagig geschichtet wurden. Durch die zahlreichen Umbaumaßnahmen und Reparaturen ist diese Lagigkeit mittlerweile weitgehend verschwunden. Im oberen Bereich wurden ausschließlich Mauersteine genutzt. Der Chor ist gerade und nicht eingezogen. An der Ostwand sind die Reste einer mittlerweile zugesetzten Dreifenstergruppe erkennbar, die jeweils rund 70 cm breit waren.
An der Nordwand des Kirchenschiffs sind vier bienenkorbförmige Fenster, deren Gewände aus rötlichem Mauerstein erstellt wurden. Zwischen dem ersten und zweiten, östlich gelegenen Fenster, sind die Überreste eines mittlerweile mit Mauerstein zugesetzten Fensters aus der Bauzeit erkennbar. Weitere Reste sind zwischen dem zweiten und dritten Fenster erkennbar. Das westliche der ursprünglichen Fenster ist teilweise mit Feldsteinen und Mauersplittern zugesetzt. Das könnte darauf hindeuten, dass es bereits verschlossen war, als die übrigen Fenster vergrößert wurden. Im südlichen Bereich des Kirchenschiffs sind an der Südwand die Reste der ursprünglichen Lagigkeit noch erkennbar. Insgesamt existierten dort vier bienenkorbförmige Fenster, deren Gewände aus rötlichem Mauerstein erstellt wurden. Sie sind bis auf das zweite Fenster von Westen etwa gleich hoch. Dort ist unterhalb der Öffnung das Südportal. Östlich dieser Öffnung sind die Überreste der ursprünglichen Fenster erkennbar. Es folgt ein weiteres Fenster, das oberhalb der mittlerweile zugesetzten, vermutlich spitzbogigen Priesterpforte angeordnet wurde und dessen Bogen abschneidet. Westlich ist das zugesetzte Mittelportal, dessen Gewände aus behauenen Feldsteinen errichtet wurde und das nunmehr mit Mauersteinen und weiteren Feldsteinen zugesetzt ist. Nach Osten ist erneut ein ursprüngliches Fenster erkennbar. Zwischen einem weiteren Fenster sind in Richtung der östlichen Chorwand die Umrisse eines weiteren, mit Feld- und Mauersteinen zugesetzten Fensters erkennbar. Engeser und Stehr geben bei ihren Untersuchungen eine Länge von 16,70 Meter bei einer Breite von 8,00 Metern an.
Der Kirchturm wurde nachträglich an das Kirchenschiff angebaut und aus Mischmauerwerk auf einem Sockel aus Feldsteinen errichtet. Zwischen Kirchenschiff und Turm befindet sich auf der Südseite ein Schachbrettstein, dessen ursprüngliche Kante nach Osten zeigt. Das legt die Vermutung nahe, dass er zuvor auf der Westseite verbaut war, oder beim Bau des Turms um 180 Grad gedreht wurde. Die westliche Wand ist geschlossen; an der Nord- und Südwand ist je ein bienenkorbförmiges Fenster sowie an der Südseite ein Portal. An der Nordseite ist eine zugesetzte Öffnung. Dort sind auch die Reste eines nicht mehr vorhandenen Anbaus erkennbar. Im Turmgeschoss ist auf der Nord-, West- und Südseite je eine, auf der Ostseite sind zwei Klangarkaden. Der Westturm ist 8,00 Meter breit und 5,45 Meter lang.

## Ausstattung
Der hölzerne Kanzelaltar stammt aus der Zeit um 1700. Er besteht im Wesentlichen aus einem polygonalen Kanzelkorb, der von Säulen umrahmt ist; darüber ein gesprengter Giebel. Aus derselben Zeit stammt vermutlich die hölzerne Fünte, die mit Akanthus verziert ist. Sie wurde 1996 restauriert. An der Ostseite des Kirchenschiffs stehen mehrere Epitaphe aus dem 18. und aus dem Anfang des 19. Jahrhunderts.
Das Bauwerk ist in seinem Innern flach gedeckt. Die Glocke wurde im 15. Jahrhundert gegossen.
Südlich des Bauwerks steht ein Denkmal, das an die Gefallenen aus den Weltkriegen erinnert.